# میلینا (مورتال کامبت)
میلینا (انگلیسی: Mileena) که در اولین سری های مورتال کامبت با تلفظ ملینا حضور داشت و یکی از کرکترهای سری بازی های مورتال کامبت می باشد. سلاح اصلی وی سای است. میلینا خواهر دوقلو و ناتنی کیتانا می باشد که توسط شنگ سونگ به عنوان وجه شیطان صفت کیتانا جهت خدمت به شائو کان ساخته شد. میلینا در مورتال کامبت: نیرنگ به عنوان نماد جذابیت شناخته شده است.